# Junonia incarnata
Junonia incarnata är en fjärilsart som beskrevs av Felder 1867. Junonia incarnata ingår i släktet Junonia och familjen praktfjärilar. Inga underarter finns listade i Catalogue of Life.